# Jaguar (serie de televisión)
Jaguar es una serie española original de Netflix, creada por Ramón Campos y Gema R. Neira y protagonizada por Blanca Suárez, Iván Marcos, Francesc Garrido, Adrián Lastra, Óscar Casas y Stefan Weinert. La serie comenzó su rodaje en agosto de 2020 y se estrenó el 22 de septiembre de 2021.

## Sinopsis
Ambientada en los años 60, donde España albergaba a cientos de nazis refugiados tras la Segunda Guerra Mundial, Isabel Riaza, una joven española que logró sobrevivir al campo de exterminio de Mauthausen, está tras la pista de Otto Bachmann (personaje inspirado en Otto Skorzeny), conocido como el hombre más peligroso de Europa. En ese viaje, descubre que no está sola en su misión y se une a un grupo de agentes en busca de justicia. Su nombre en clave: Jaguar.

## Reparto

### Principales
- Blanca Suárez como Isabel Riaza Chacón
- Iván Marcos como Lucena
- Óscar Casas como Miguel Castro
- Adrián Lastra como Sordo
- Francesc Garrido como Marsé
- Stefan Weinert como Otto Bachmann

### Secundarios
- Jochen Horst como Aribert Heim
- Lorenz Christian Köhler como Franz Ziereis
- Julia Möller como Ilse Bachmann
- Antonio del Olmo como Coronel Aguado
- Alicia Chojnowski como Isabel Garrido (niña)
- Pepe Ocio como Manuel Pertegaz
- Lea Woitack como Greta
- Millán de Benito como Javier
- Diego Bergmann como Patrick
- Lamin Ceesay como Greykey
- Sergi Méndez como Domingo
- Jochen Hägele como Gunter
- José Navar como Maitre Haus
- Rosy Rodríguez como Gitana

Con la colaboración especial de
- Tristán Ulloa como Riaza (Episodio 1)
- María de Medeiros como Ramos (Episodio 1 - Episodio 3)
- India Martínez como Cantante (Episodio 2)

## Episodios
| N.º | Título         | Dirigido por    | Escrito por                                                                | Fecha de lanzamiento original |
| --- | -------------- | --------------- | -------------------------------------------------------------------------- | ----------------------------- |
| 1   | «Haus»         | Carlos Sedes    | Ramón Campos, Gema R. Neira, David Orea, Salvador S. Molina y Moisés Gómez | 22 de septiembre de 2021      |
| 2   | «El hotel»     | Carlos Sedes    | Ramón Campos, Gema R. Neira, David Orea, Salvador S. Molina y Moisés Gómez | 22 de septiembre de 2021      |
| 3   | «El Gran Club» | Carlos Sedes    | Ramón Campos, Gema R. Neira, David Orea, Salvador S. Molina y Moisés Gómez | 22 de septiembre de 2021      |
| 4   | «Almería»      | Carlos Sedes    | Ramón Campos, Gema R. Neira, David Orea, Salvador S. Molina y Moisés Gómez | 22 de septiembre de 2021      |
| 5   | «El hospital»  | Jacobo Martínez | Ramón Campos, Gema R. Neira, David Orea, Salvador S. Molina y Moisés Gómez | 22 de septiembre de 2021      |
| 6   | «El molino»    | Jacobo Martínez | Ramón Campos, Gema R. Neira, David Orea, Salvador S. Molina y Moisés Gómez | 22 de septiembre de 2021      |